# Onafhankelijkheidsverklaring van cyberspace

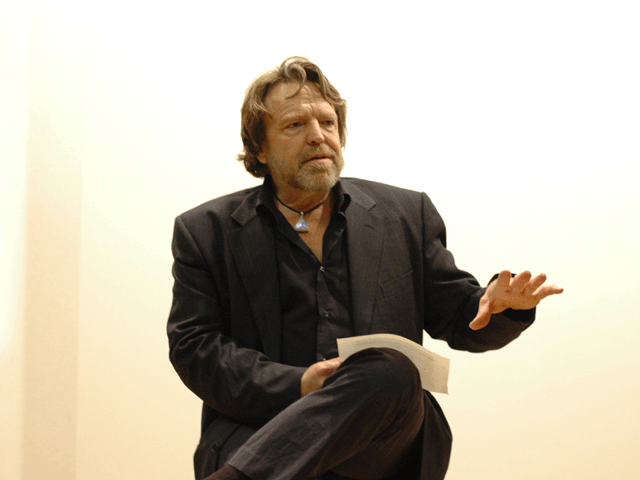
Barlow op de tiende verjaardag van zijn "Onafhankelijkheidsverklaring van cyberspace"

De Onafhankelijkheidsverklaring van cyberspace (Engels: A Declaration of the Independence of Cyberspace) is een Amerikaans manifest uit 1996 betreffende het internet. Het werd geschreven door John Perry Barlow die erin de fundamentele principes van het internet (cyberspace) naar zijn aspiraties beschreef. Internet staat volgens Barlow symbool voor democratie en onafhankelijkheid. In zijn verweer pleit hij vooral voor een autoriteitsvrij cyberspace.

## Manifest
Met zijn intentieverklaring wil Barlow reageren op de Amerikaanse regering, die aan de hand van Telecommunications Reform Act een censuur wil uitoefenen over het internet. Inhoudelijk bestaat de onafhankelijkheidsverklaring uit 16 alinea’s. Hiermee wou hij de cyberspace zijn zelfstandigheid geven die het tot dusver niet had. Naast de Verenigde Staten hadden volgens het document onder meer China, Duitsland, Frankrijk, Rusland, Singapore en Italië een verstikkende werking op het internet.

## Achtergrondinformatie
Barlow had reeds geschreven over sociale en juridische verschijnselen. Daarnaast schreef hij als stichtend lid van de Electronic Frontier Foundation het artikel "The Economy of Ideas". Vrij vertaald als "De economie van de ideeën". Met dit artikel, gepubliceerd in maart 1994 in het Wired Magazine, verwees hij naar Thomas Jefferson en een aantal verklaringen, waarop hij zich baseerde voor het samenstellen van de verklaring.

## Kritische respons
Het manifest verspreidde zich snel op het internet en kreeg al gauw bekendheid. Om Barlows visie van een zelfbesturend internet te benaderen werd een virtuele magistraat opgericht door het Cyberspace Law Institute, dat nu gehuisvest wordt door het Chicago-Kent College of Law van het Illinois Institute of Technology. Magistraten die onder hun hoede vallen, dienen online geschillen op te lossen.
Reacties buiten de internetwereld waren minder positief. De adjunct-secretaris van Koophandel, Larry Irving, was ervan overtuigd dat het gebrek aan waarborg een belemmering zou zijn voor de consument en de bedrijfswereld.
Een andere vorm van kritiek kan gezien worden in het feit dat China het internet aanziet als economisch en propagandistisch nut. Om nieuwe sociale en politieke netwerken te onderdrukken wordt het internet er streng gecontroleerd. Om deze censuur te kunnen realiseren is hun technologie zo uitgerust dat alle informatie kan gefilterd worden.